# Талая (Кемеровская область)
Талая — деревня в Юргинском районе Кемеровской области России. Административный центр Тальского сельского поселения.

## География
Деревня находится в северо-западной части области, на левом берегу реки Томь, вблизи места впадения в неё реки Тала, на расстоянии примерно 2 километров (по прямой) к северу от районного центра города Юрга. Абсолютная высота — 109 метров над уровнем моря.
Часовой пояс
Деревня Талая, как и вся Кемеровская область, находится в часовой зоне МСК+4. Смещение применяемого времени относительно UTC составляет +7:00.

## История
Основано в 1692 году пашенным крестьянином Кобылиным.[уточнить]. В «Списке населенных мест Российской империи» 1868 года издания населённый пункт упомянут как заводская деревня Тутальская (Тала) Томского округа (2-го участка) при реке Томи и речке Тале, расположенная в 85 верстах от окружного центра Томска. В деревне имелось 42 двора и проживало 228 человек (104 мужчины и 124 женщины). Действовали почтовая станция и волостное правление.
В 1911 году в селе Тутальском, являвшемся центром Тутальской волости Томского уезда, имелось 122 двора и проживало 713 человек (351 мужчина и 362 женщины). Действовали церковь, почта, сельское училище, три мануфактурные лавки, две водяные мельницы, кузница, казённая винная лавка и сельскохозяйственный склад.
По данным 1926 года имелось 167 хозяйств и проживало 820 человек (в основном — русские). В административном отношении деревня являлась центром Тутальского сельсовета Юргинского района Томского округа Сибирского края.

## Население
| 2010 |
| ---- |
| 1396 |

Половой состав
По данным Всероссийской переписи населения 2010 года в гендерной структуре населения мужчины составляли 47,6 %, женщины — соответственно 52,4 %.
Национальный состав
Согласно результатам переписи 2002 года, в национальной структуре населения русские составляли 93 % из 1213 чел.

## Улицы
Уличная сеть деревни состоит из семи улиц и двух переулков.